# Är Guds kärlek såsom havet
Är Guds kärlek såsom havet är en psalm med text skriven 1958 av Anders Frostenson och musik skriven 1960 av Göte Strandsjö. Texten är hämtad från Första Moseboken 4:15. Fjärde versen bygger på Romarbrevet 5:7-8 och Första Johannesbrevet 4:9.

## Publicerad i
- Kyrkovisor för barn 1960 som nummer 709 under rubriken "Guds härlighet i Kristus"
- Herren Lever 1977 som nummer 812 under rubriken "Fader, Son och Ande - Gud, vår Skapare och Fader".[2]
- Psalmer och Sånger 1987 som nummer 367 under rubriken "Fader, Son och Ande - Gud, vår Skapare och Fader".[1]